# Parc Gulliver
Il parc Gulliver è un parco giochi che si trova all'interno del Jardí del Túria di Valencia.
L'attrazione principale del parco è una scultura monumentale di Gulliver lunga 70 metri, alla quale si accede attraverso rampe, scivoli, scale che rappresenta il momento in cui Gulliver è appena giunto nel paese di Lilliput ed è stato legato dai lillipuziani. L'opera è realizzata in scala, in modo da permettere ai visitatori di sentirsi dei lillipuziani che camminano sul corpo del personaggio creato da Jonathan Swift.